# Volkswagen Apollo
Volkswagen Apollo – samochód osobowy produkowany w Brazylii w latach 1990-1992 przez spółkę Autolatina stworzoną przez VW i Forda.
Mianowany następcą Forda Verona, dwudrzwiowy sedan był modyfikacją europejskiego Forda Escorta trzeciej generacji wykonaną przez Volkswagena.
Samochód oferowany był z silnikami o pojemności 1.8 L i mocy 91 KM i 99 KM. Mocniejsza jednostka napędzana być mogła dowolną proporcją benzyny i alkoholu.

## Szczegółowe dane techniczne
- Silnik

| Silnik   | Pojemność | Moc maksymalna                  | Maks. moment obrotowy     |
| -------- | --------- | ------------------------------- | ------------------------- |
| 1,8      | 1781 cm³  | 91 KM(67 kW) przy 5500 obr./min | 142 Nm przy 3400 obr./min |
| 1,8 Flex | 1781 cm³  | 99 KM(73 kW) przy 5500 obr./min | 152 Nm przy 3400 obr./min |

- podwozie
  - Zawieszenie przednie: wahacz poprzeczny, amortyzator teleskopowy
  - Zawieszenie tylne: wahacz zespolony, amortyzator teleskopowy
  - Hamulce przód/tył: tarczowe/bębnowe
- Wymiary i masy
  - Rozstaw osi: 2402 mm
  - Rozstaw kół przód/tył: 1400/1423 mm
  - Masa własna: 925 kg
  - DMC: 1375 kg
  - Pojemność bagażnika: 570 l
  - Pojemność zbiornika paliwa: 64 l
- Osiągi

| Silnik   | 0-100 km/h | Prędkość maks. | Zużycie paliwa |
| -------- | ---------- | -------------- | -------------- |
| 1,8      | 11,5 s     | 169 km/h       | 10,3 l/100km   |
| 1,8 Flex | 10,5 s     | 176 km/h       | 8,3 l/100km    |